# Sanaa Altama
Sanaa Altama (Rijsel, 23 juli 1990) is een Franse voetballer (middenvelder) die sinds 2010 voor de Franse eersteklasser Dijon FCO uitkomt. Hij genoot zijn jeugdopleiding bij Lille OSC.